# 専門外来
専門外来（せんもんがいらい）とは、ある疾患または症状に対して、専門的な診察・治療を行う専門の外来科を指す。また、診療科よりも更に細分化されたものを指すこともある。
多くの病院・医院の場合、「内科の○○専門外来」と言うように診療科に附属して開設されており、担当医も専門医・指導医レベルの医師・歯科医師が就くことが一般的である。ただし専門外来では治療対象が多岐にわたることもあり、特に総合病院では他科の医師と提携して治療を行う場合もある。
なお、現在のところ専門外来の表記についての規制法規は存在しない。

## 主な専門外来
- 内科
  - リウマチ専門外来
  - 膠原病専門外来
  - 神経内科専門外来
  - 内分泌専門外来
  - 胃腸専門外来
  - 性感染症専門外来

- 呼吸器科
  - 花粉症専門外来
  - スリープクリニック
    - 睡眠時無呼吸専門外来
    - イビキ専門外来

- 外科・形成外科
  - 乳腺専門外来
  - 肛門専門外来
  - 腫瘍専門外来
  - 熱傷（やけど）専門外来

- 小児科
  - 成長・発達専門外来
  - 小児生活習慣病専門外来
  - 児童精神科専門外来

- 皮膚科
  - アトピー専門外来
  - 角化症専門外来

- 眼科
  - ドライアイ専門外来
  - 光凝固専門外来

- 循環器科
  - ペースメーカー専門外来

- 耳鼻咽喉科
  - 喉頭専門外来
  - めまい専門外来
  - 補聴器専門外来

- 歯科
  - 口腔インプラント専門外来
  - 顎関節症・口腔顔面痛み専門外来
  - 審美歯科専門外来
  - 特殊義歯専門外来
  - 口臭専門外来
  - 口内炎専門外来
  - 口唇口蓋裂専門外来
  - 歯科金属アレルギー専門外来

- 精神科・心療内科
  - ものわすれ外来
  - 摂食障害専門外来
  - 発達障害専門外来
  - 依存症専門外来
    - 禁煙外来など

  - ジェンダー・アイデンティティ・クリニック
  - クレプトマニア専門外来
  - 性的倒錯専門外来

- 産婦人科
  - 女性専門外来…女性特有の疾患を広く取り扱う専門外来が多く、医師や看護師などスタッフ全員が女性である所もある。
  - 不妊専門外来
  - 更年期障害専門外来
  - PMS外来
  - 生殖内分泌専門外来
  - 不育症専門外来

- 麻酔科
  - ペインクリニック（三叉神経痛・帯状疱疹後神経痛・外傷後神経痛・バージャー病・癌性疼痛・多汗症）

- 薬剤関係
  - 漢方専門外来

- スポーツ医学関係
  - スポーツ・関節専門外来
  - スポーツ歯科専門外来